# Nocticola bolivari
Nocticola bolivari är en kackerlacksart som beskrevs av Lucien Chopard 1950. Nocticola bolivari ingår i släktet Nocticola och familjen Nocticolidae.
Artens utbredningsområde är Etiopien. Inga underarter finns listade i Catalogue of Life.